# Johann Georg Schlosser

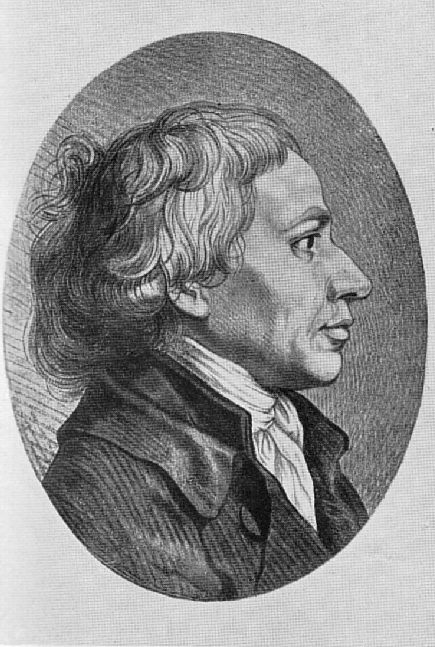
Johann Georg Schlosser

Johann Georg Schlosser (Fráncfort del Meno, 7 de diciembre de 1739 - ibídem, 17 de octubre de 1799) fue un escritor alemán.
Schlosser, quien hacia el final de su vida fue síndico en su ciudad natal, fue amigo de la infancia de Goethe y se casó por primera vez con su hermana Cornelia y luego con la gran amiga de Goethe Johanna Fahlmer. Nombrado consejero secreto y director del Tribunal Cortesano en Karlsruhe en 1790, renunció en 1794. Junto con Goethe, Merck y otros, colaboró en 1771 en Gelehrte Anzeigen. Además publicó Kleine Schriften (6 tomos, 1779-1794), Seuthes, oder der Monarch (1788), traducciones del griego y otras.